# Tầng Apt
| Hệ/ Kỷ                                | Thống/ Thế   | Bậc/ Kỳ    | Tuổi (Ma) | Tuổi (Ma) |
| ------------------------------------- | ------------ | ---------- | --------- | --------- |
| Paleogen                              | Paleocen     | Đan Mạch   | trẻ hơn   | trẻ hơn   |
| Creta                                 | Thượng /Muộn | Maastricht | 66.0      | 72.1      |
| Creta                                 | Thượng /Muộn | Champagne  | 72.1      | 83.6      |
| Creta                                 | Thượng /Muộn | Santon     | 83.6      | 86.3      |
| Creta                                 | Thượng /Muộn | Cognac     | 86.3      | 89.8      |
| Creta                                 | Thượng /Muộn | Turon      | 89.8      | 93.9      |
| Creta                                 | Thượng /Muộn | Cenoman    | 93.9      | 100.5     |
| Creta                                 | Hạ/Sớm       | Alba       | 100.5     | ~113.0    |
| Creta                                 | Hạ/Sớm       | Apt        | ~113.0    | ~125.0    |
| Creta                                 | Hạ/Sớm       | Barrême    | ~125.0    | ~129.4    |
| Creta                                 | Hạ/Sớm       | Hauterive  | ~129.4    | ~132.9    |
| Creta                                 | Hạ/Sớm       | Valangin   | ~132.9    | ~139.8    |
| Creta                                 | Hạ/Sớm       | Berrias    | ~139.8    | ~145.0    |
| Jura                                  | Thượng /Muộn | Tithon     | già hơn   | già hơn   |
| Phân chia kỷ Creta theo ICS năm 2017. |              |            |           |           |

Tầng Apt là một kỳ trong niên đại địa chất hay bậc trong thang địa tầng. Đây là phân vị của thế/thống Phấn trắng sớm/hạ và kéo dài từ khoảng 125,0 ± 1.0 Ma đến 113,0 ± 1.0 Ma (Ma: Megaannum, triệu năm trước). Tầng Apt sau tầng Barreme và trước tầng Alba. Cả ba đều thuộc Phấn trắng sớm/hạ.
Tầng Apt nằm trùng một phần với phần trên của bậc Urgonian, một bậc địa phương được dùng ở Tây Âu.
Sự kiện Selli, ký hiệu OAE1a, là một trong hai sự kiện khuyết dưỡng xảy ra tại kỷ Phấn trắng vào khoảng 120 triệu năm trước đây và kéo dài từ 1 đến 1,3 triệu năm.
Sự kiện Apt là một sự kiện tuyệt chủng nhỏ có thể đã xảy ra vào khoảng 117 đến 116 triệu năm trưóc đây.

## Tên gọi
Tầng Apt được lấy tên từ thành phố nhỏ Apt thuộc vùng Provence, Pháp. Thành phố này nổi tiếng bởi sản xuất mứt. Type locality gốc nằm trong vùng lân cận của thành phố này. Nhà cổ sinh vật học người Pháp Alcide d'Orbigny giới thiệu tên gọi này cho giới khoa học vào năm 1840.

## Vị trí
Nền của tầng Apt được đặt tại magnetic anomaly M0r. GSSP cho nền này cho tới năm 2009 vẫn chưa được xác định. Trần của tầng Apt (và là nền của tầng Alba) được xác định bởi sự xuất hiện của loài coccolithophore Praediscosphaera columnata.

### Phân vùng
Trong biển Tethys, tầng Apt chứa tám vùng sinh học cúc đá:
- vùng Hypacanthoplites jacobi
- vùng Nolaniceras nolani
- vùng Parahoplites melchioris
- vùng Epicheloniceras subnodosocostatum
- vùng Duffrenoyia furcata
- vùng Deshayesites deshayesi
- vùng Deshayesites weissi
- vùng Deshayesites oglanlensis

Đôi khi tầng Apt được chia ra làm ba phân kỳ/phân tầng: Bedoulian (sớm/hạ), Gargasian (giữa/trung) và Clansayesian (muộn/thượng).

## Đơn vị thạch địa tầng
Một số đơn vị thạch địa tầng hình thành trong tầng Apt bao gồm:
thành hệ Antlers, thành hệ Cedar Mountain, thành hệ Cloverly, thành hệ Elrhaz, thành hệ Jiufotang, thành hệ Little Atherfield, thành hệ Mazong Shan, thành hệ Potomac, thành hệ Santana, thành hệ Twin Mountains, nhóm Xinminbao và thành hệ Yixian.

## Cổ sinh vật học

### Ammonitida

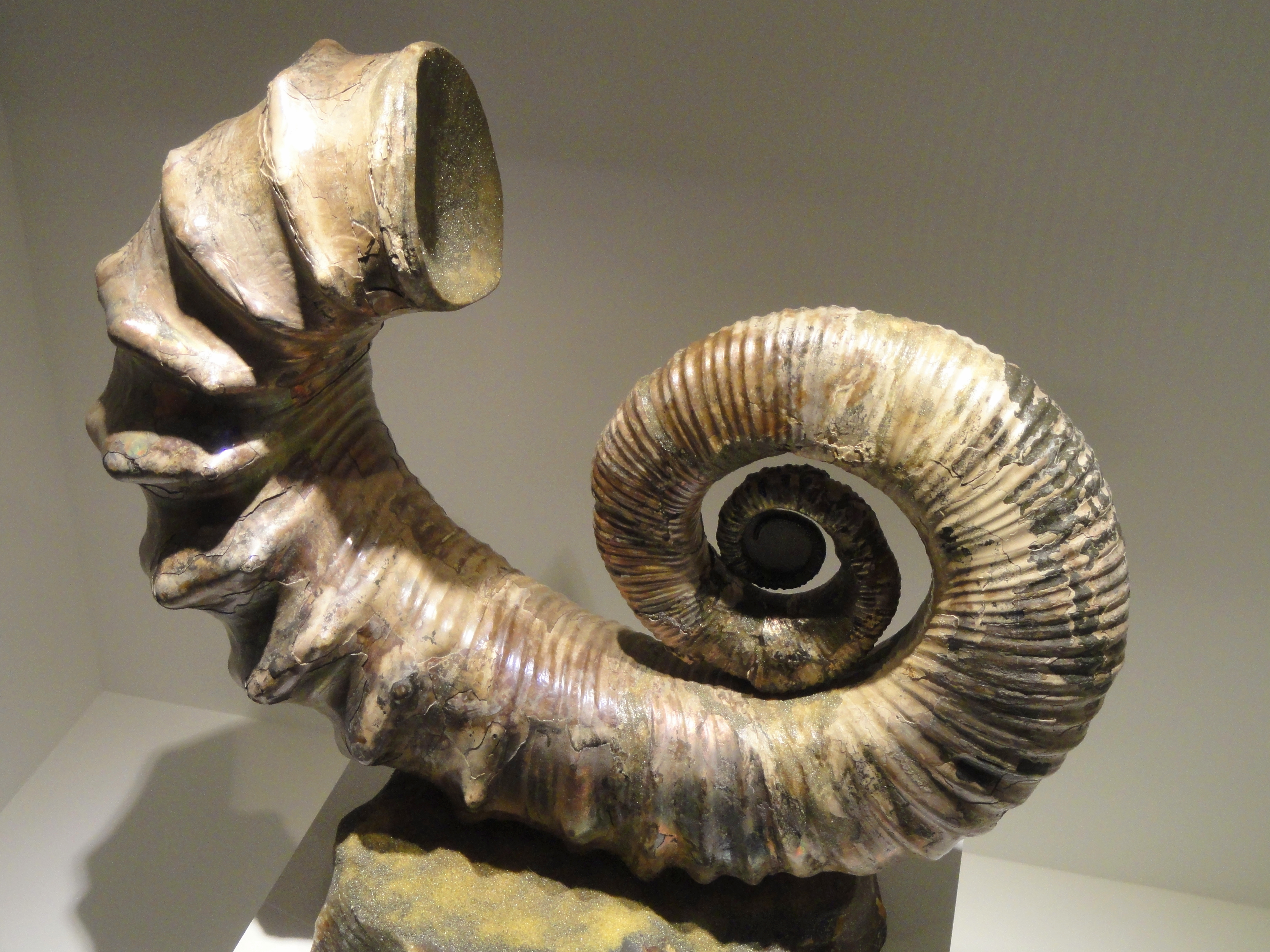
Australiceras

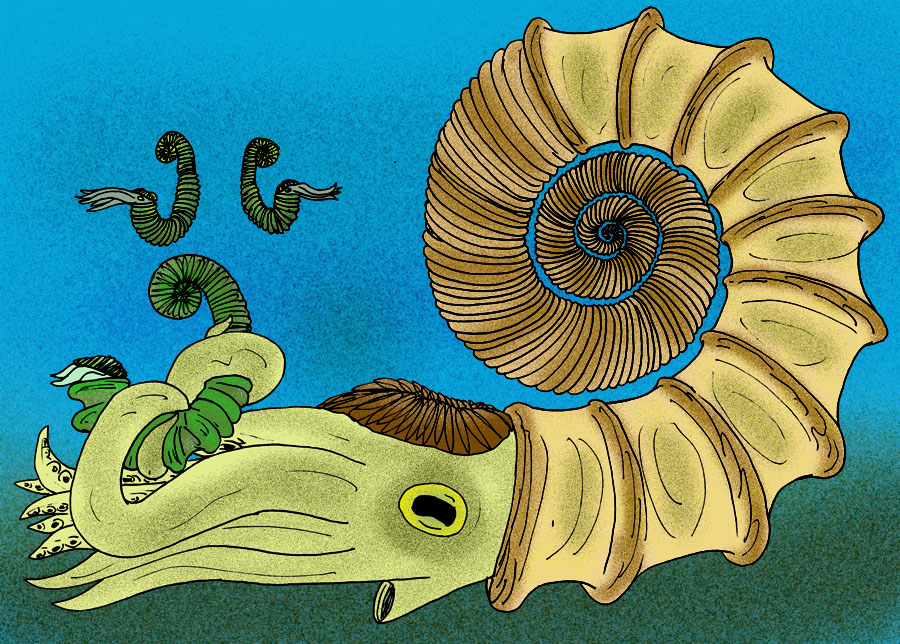
Tropaeum imperator

- Acanthohoplites
- Acanthoplites
- Ammonitoceras
- Ammonoceratites
- Argonauticeras
- Australiceras
- Beudanticeras
- Burckhardites
- Cheloniceras
- Cicatrites
- Cloioceras
- Colombiceras
- Desmoceras
- Diadochoceras
- Diodochoceras
- Dufrenoya
- Eodouvilleiceras
- Eogaudryceras
- Eotetragonites
- Epancyloceras
- Epicheloniceras
- Gabbioceras
- Gargasiceras
- Georgioceras
- Gyaloceras
- Hamites
- Helicancylus
- Hulenites
- Hypacanthoplites
- Jauberticeras
- Kazanskyella
- Knemiceras
- Lithancylus
- Mathoceras
- Mathoceratites
- Megatyloceras
- Melchiorites
- Metahamites
- Miyakoceras
- Neosilesites
- Nodosohoplites
- Nolaniceras
- Parahoplites
- Pictetia
- Procheloniceras
- Prodeshayesites
- Protacanthoplites
- Protanisoceras
- Pseudosaynella
- Roloboceras
- Salfeldiella
- Shastoceras
- Sinzovia
- Somalites
- Tetragonites
- Theganoceras
- Trochleiceras
- Tropaeum
- Uhligella
- Zuercherella

### Belemnitida
- Conoteuthis
- Parahibolites
- Peratobelus
- Tetrabelus
- Vectibelus

### Cá
- Hybodus
- Jinanichthys longicephalus
- Lycoptera davidi
- Lycoptera muroii
- Peipiaosteus pani
- Protosephurus liui
- Sinamia zdanskyi

### Choristodera

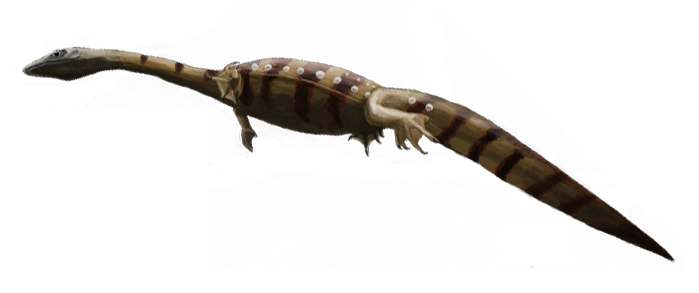
Hyphalosaurus
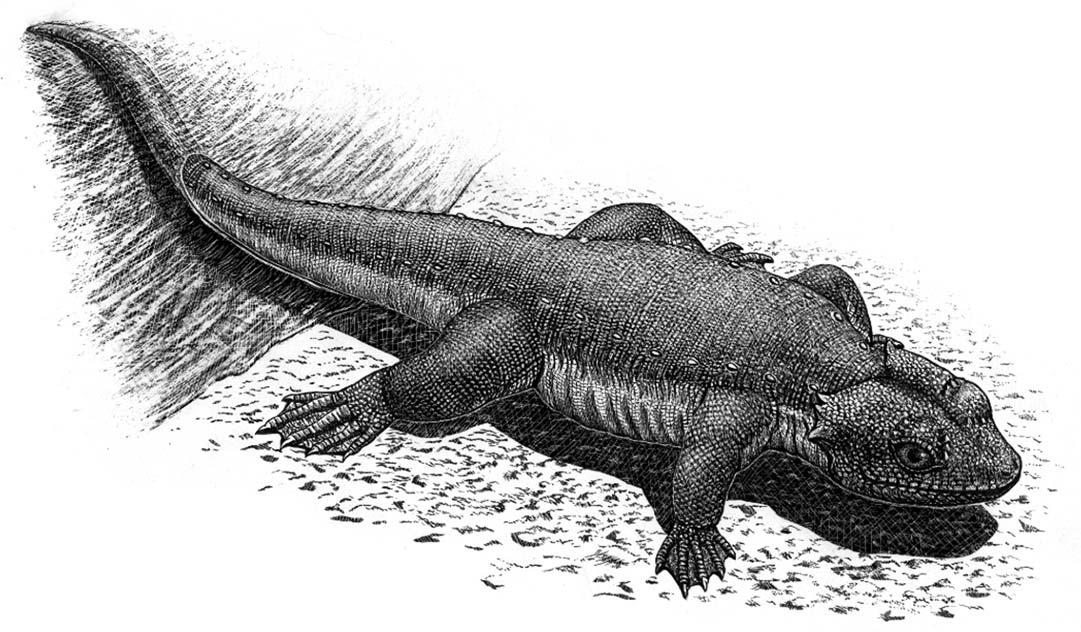
Monjurosuchus

### Crocodylomorpha
- Sarcosuchus

### Dực long
- Amblydectes
- Anhanguera
- Araripedactylus dehmi
- Araripesaurus castilhoi
- Arthurdactylus conandoylei
- Boreopterus cuiae
- Brasileodactylus araripensis
- Cearadactylus atrox
- Chaoyangopterus zhangi
- Dsungaripterus weii
- Dsungaripterus brancai
- Eoazhdarcho liaoxiensis
- Eopteranodon lii
- Gegepterus changi
- Haopterus gracilis
- Hongshanopterus lacustris
- Huaxiapterus benxiensis
- Huaxiapterus corollatus
- Huaxiapterus jii
- Istiodactylus latidens
- Istiodactylus sinensis
- Jidapterus edentus
- Liaoningopterus gui
- Liaoxipterus brachyognathus
- Lonchodectes
- Longchengpterus zhaoi
- Ludodactylus sibbicki
- Nemicolopterus crypticus
- Nurhachius ignaciobritoi
- Ornithocheirus simus
- Ornithocheirus mesembrinus
- Pricesaurus megalodon
- Santanadactylus
- Sinopterus dongi
- Sinopterus gui
- Tapejara navigans
- Tapejara wellnhoferi
- Thalassodromeus sethi
- Tropeognathus mesembrinus
- Tropeognathus robustus
- Tupandactylus imperator

### Giáp long

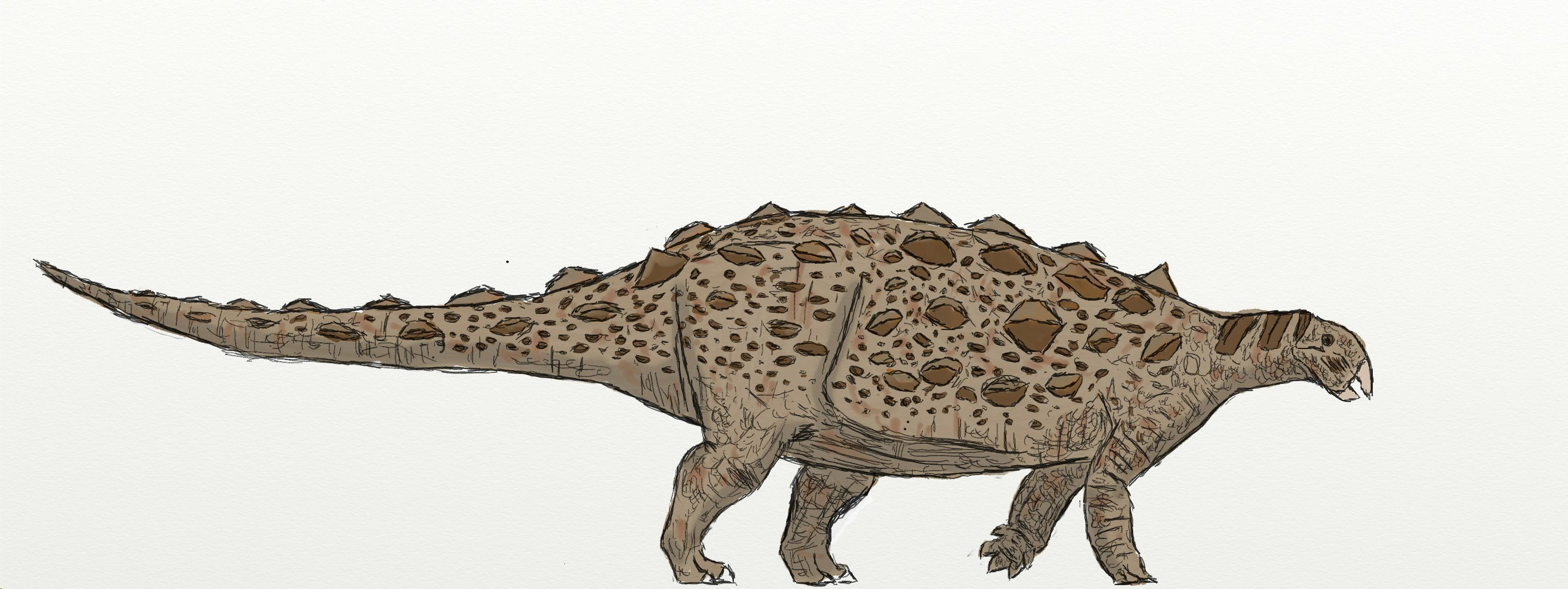
Gobisaurus
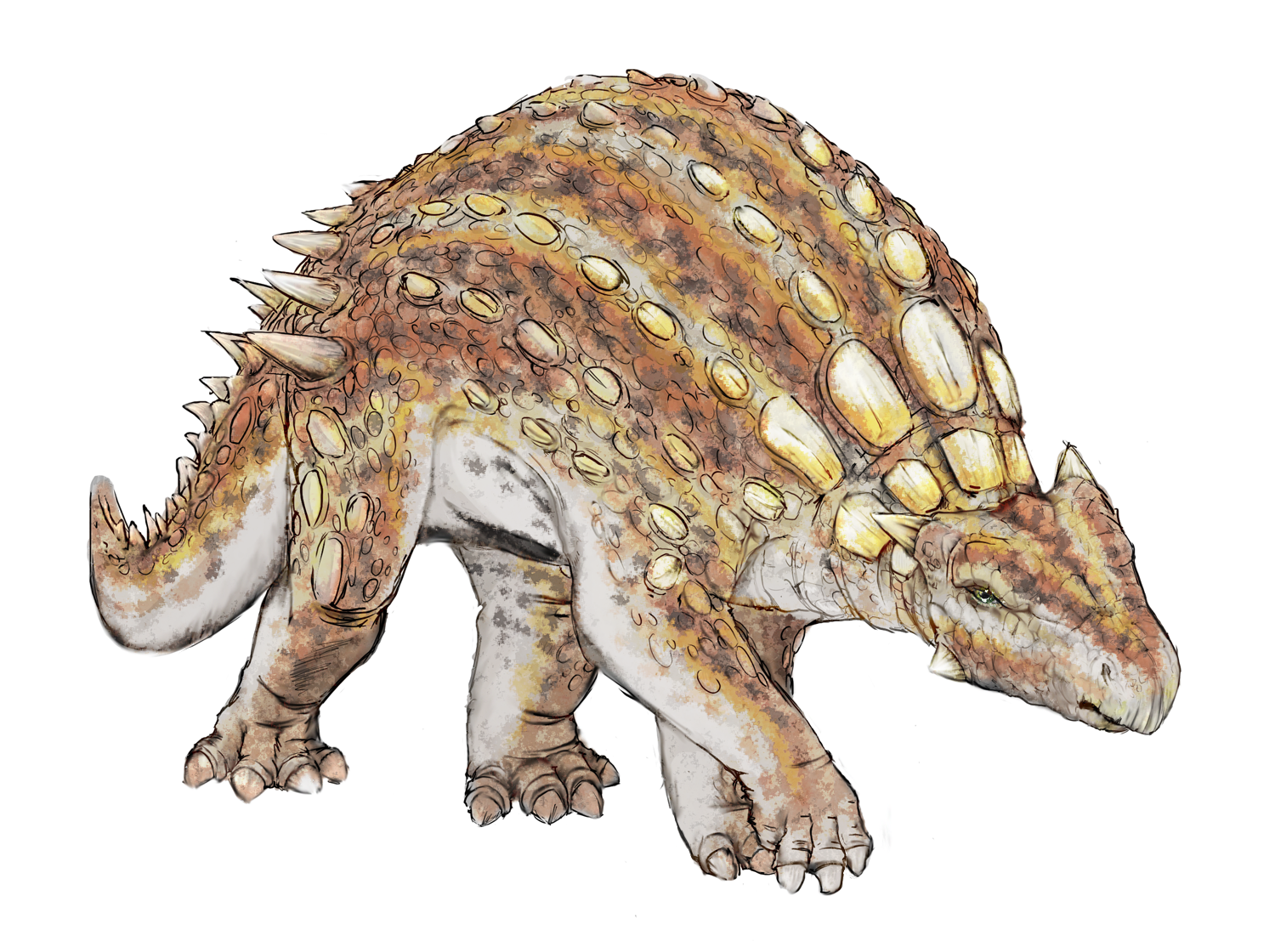
Minmi
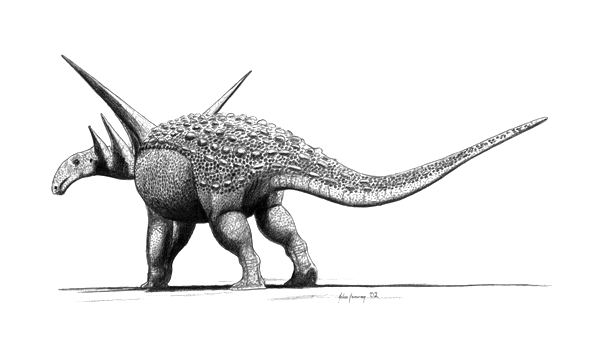
Sauropelta

### Khủng long chân chim

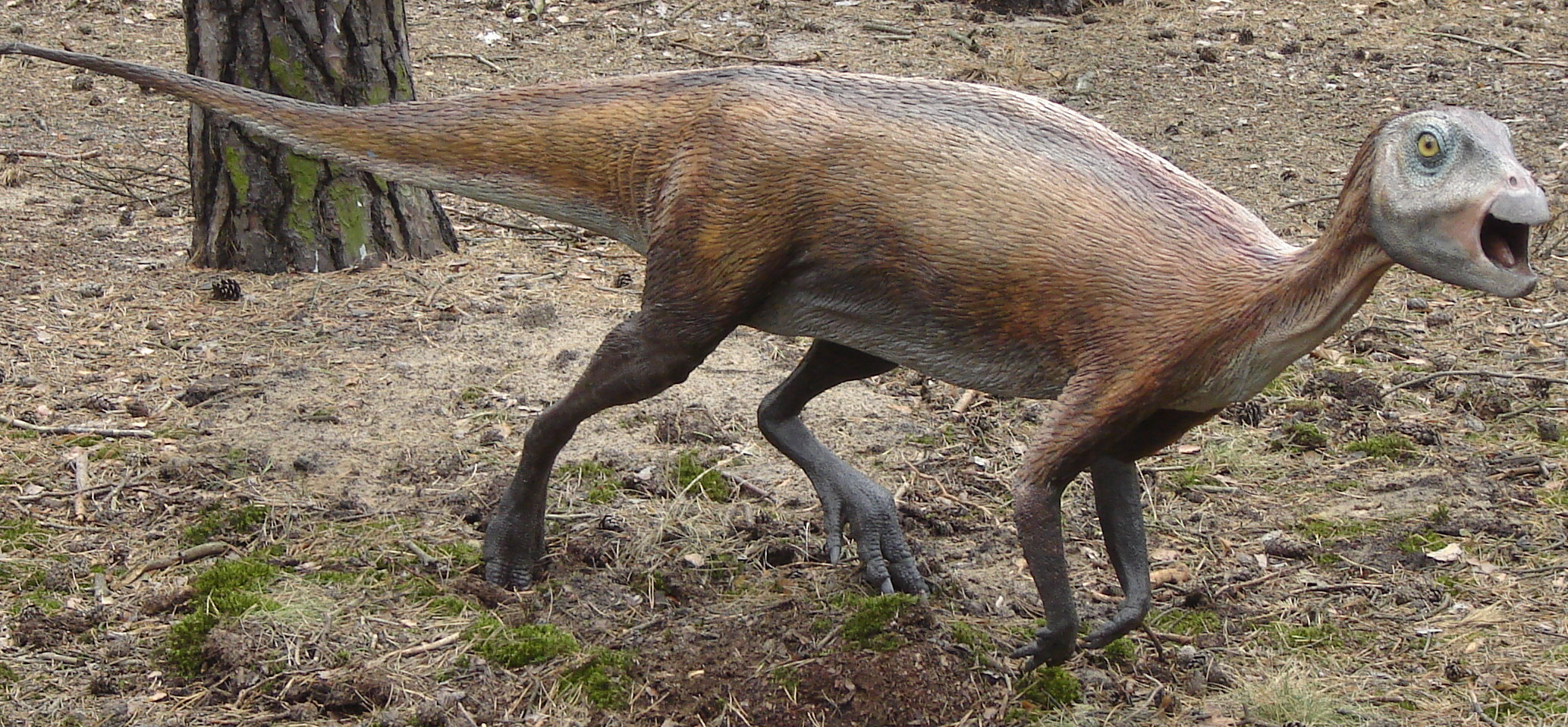
Atlascopcosaurus
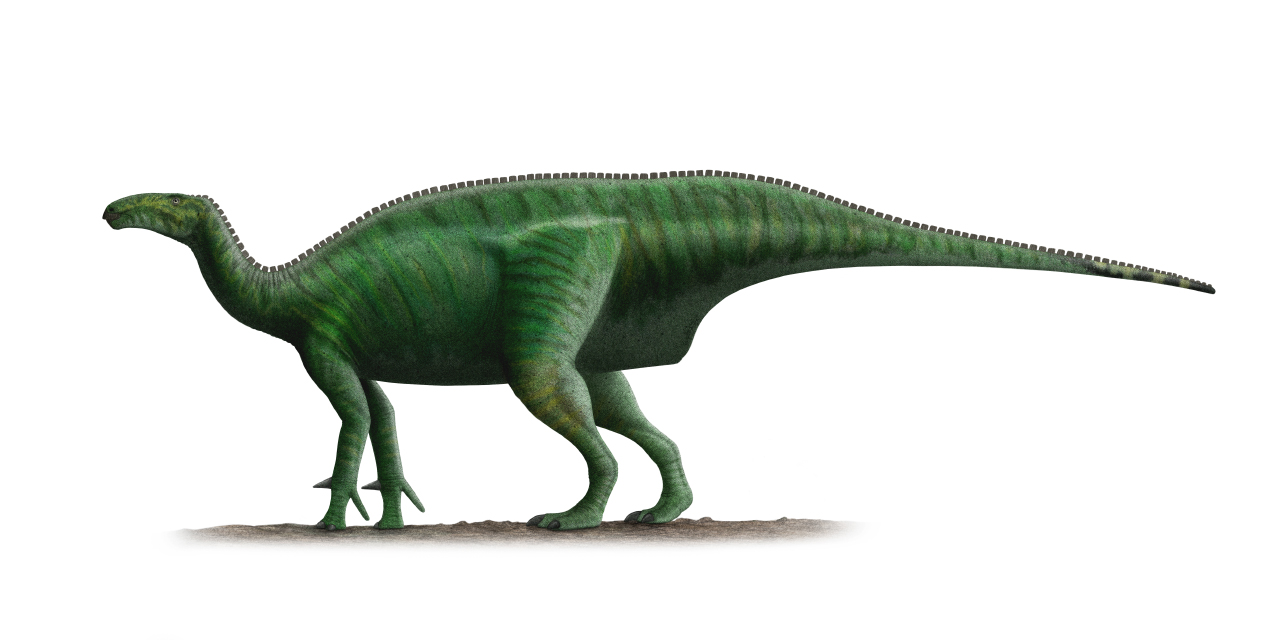
Dollodon
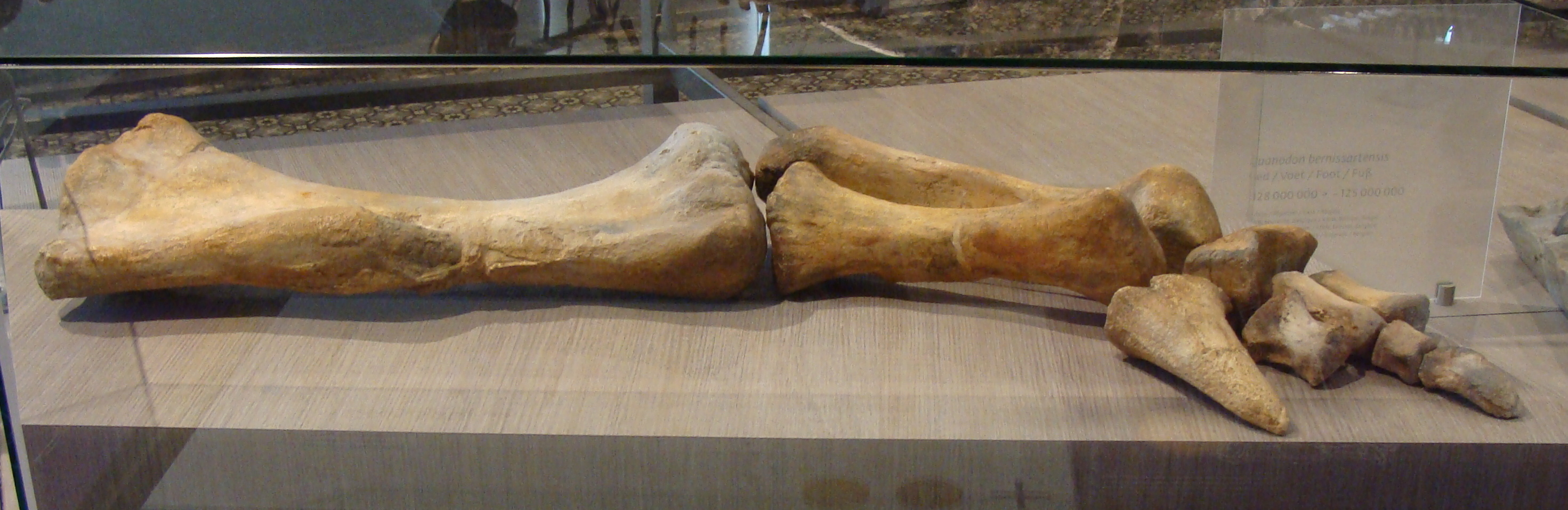
Lurdusaurus
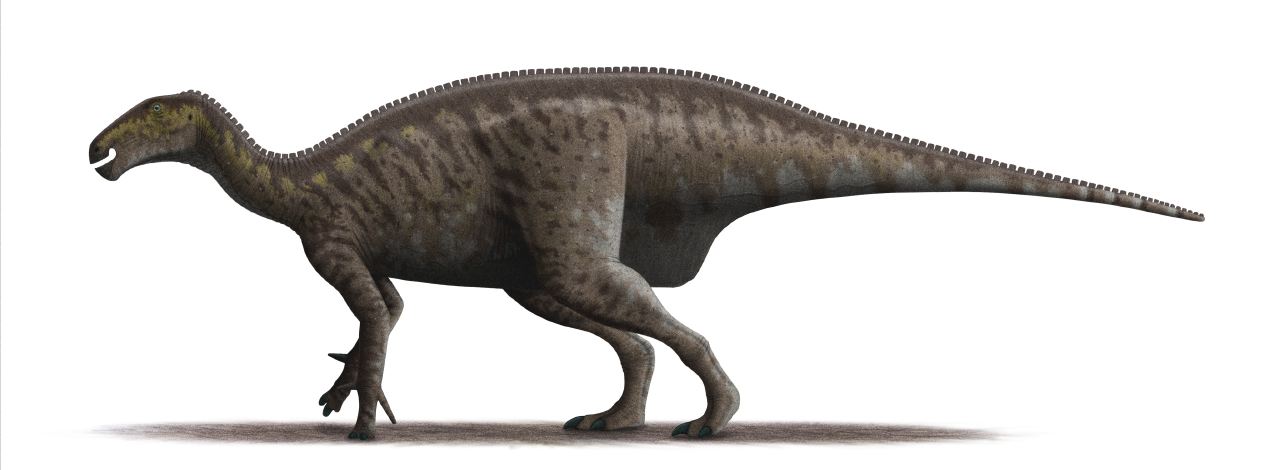
Mantellisaurus
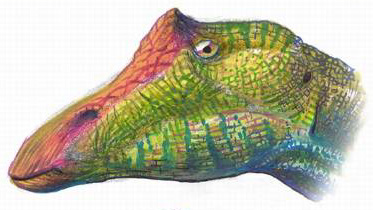
Ouranosaurus
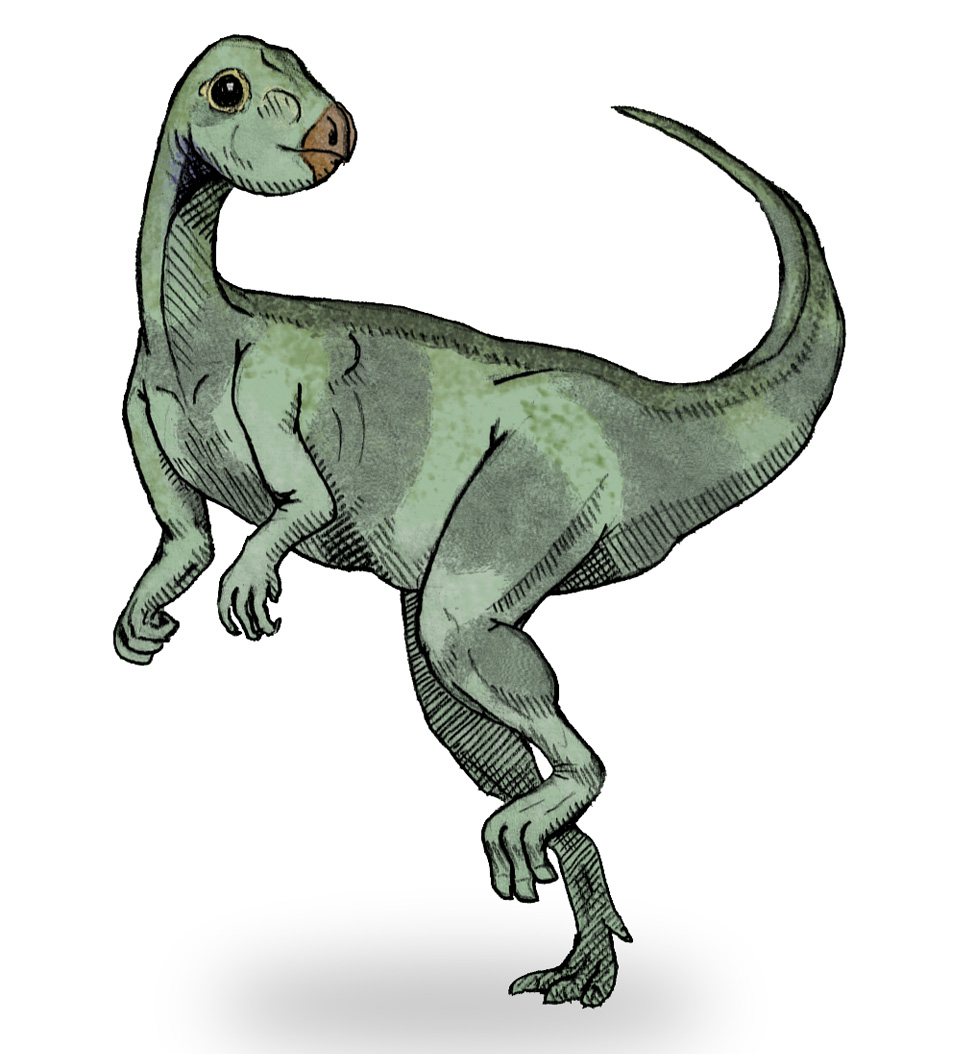
Qantassaurus
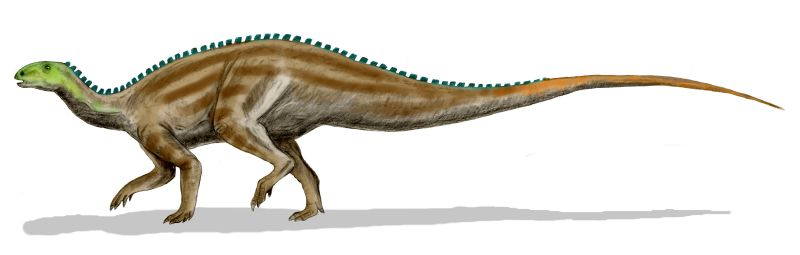
Tenontosaurus tilletti
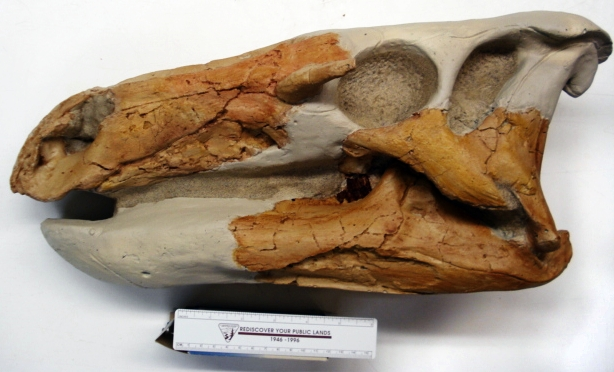
Theiophytalia

### Khủng long chân thằn lằn

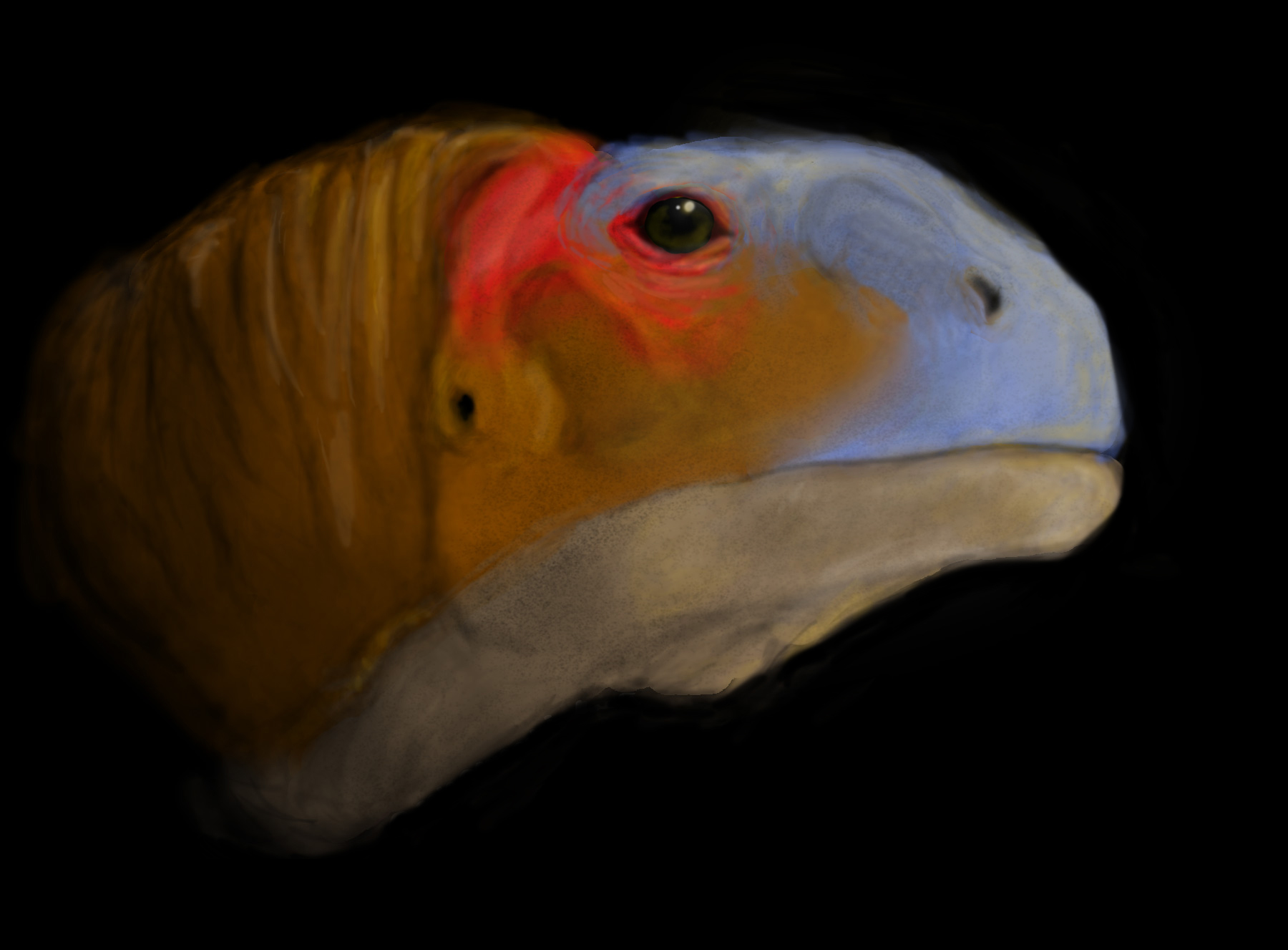
Malawisaurus
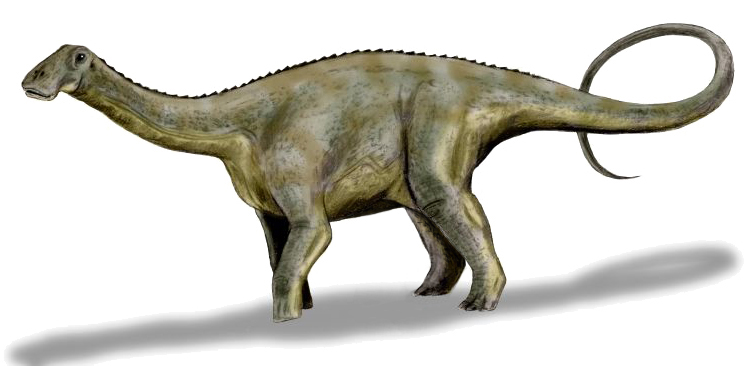
Nigersaurus
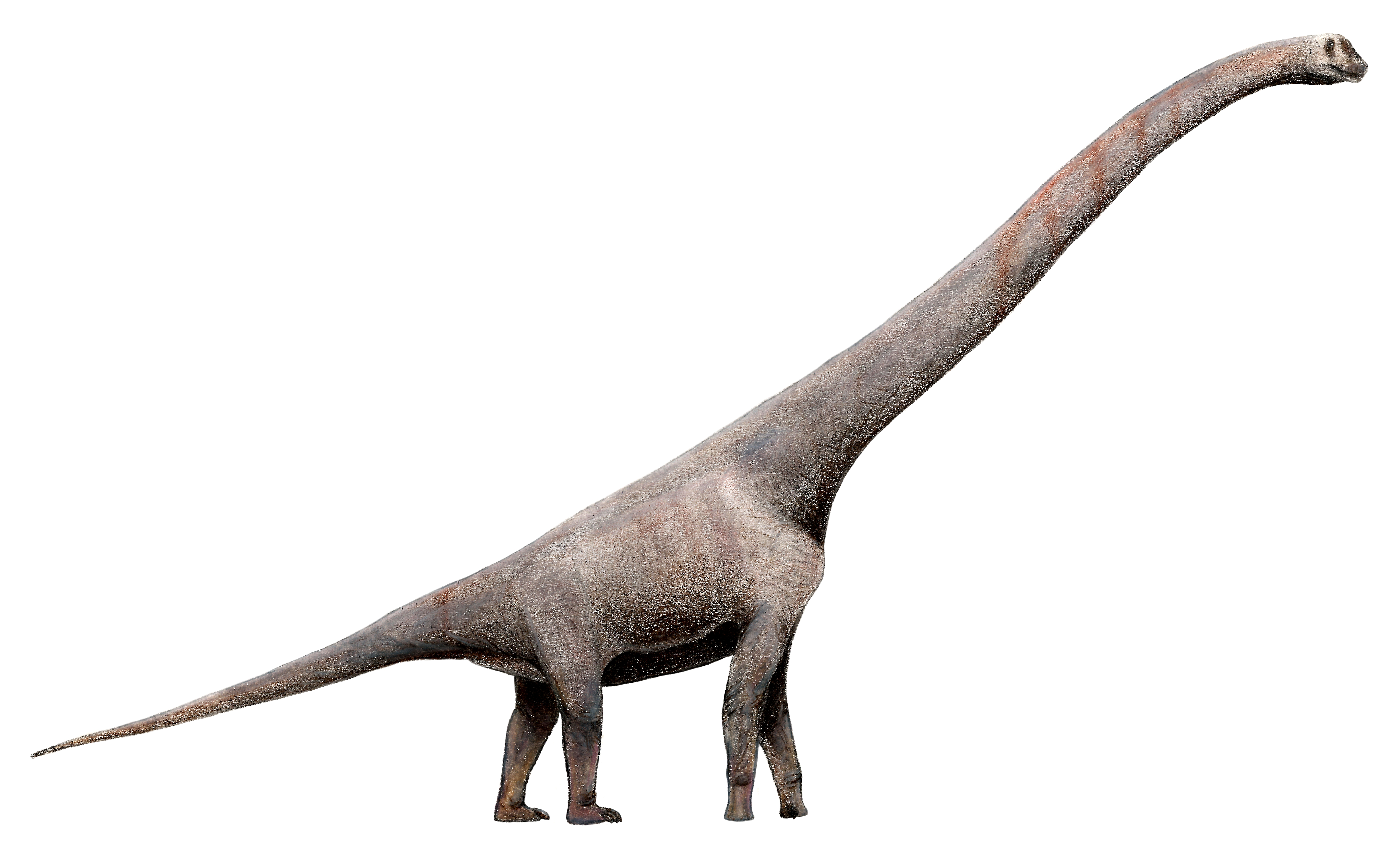
Sauroposeidon

### Khủng long chân thú

#### Biết bay
- Boluochia zhengi
- Changchengornis hengdaoziensis
- Chaoyangia beishanensis
- Confuciusornis sanctus
- Cuspirostrisornis houi
- Jeholornis prima
- Jixiangornis orientalis
- Largirostrornis sexdentoris
- Longchengornis sanyanensis
- Longipteryx chaoyangensis
- Sapeornis chaoyangensis
- Sinornis santensis/Cathayornis yandica
- Songlingornis linghensis
- Yanornis martini
- Yixianornis grabaui

#### Không biết bay

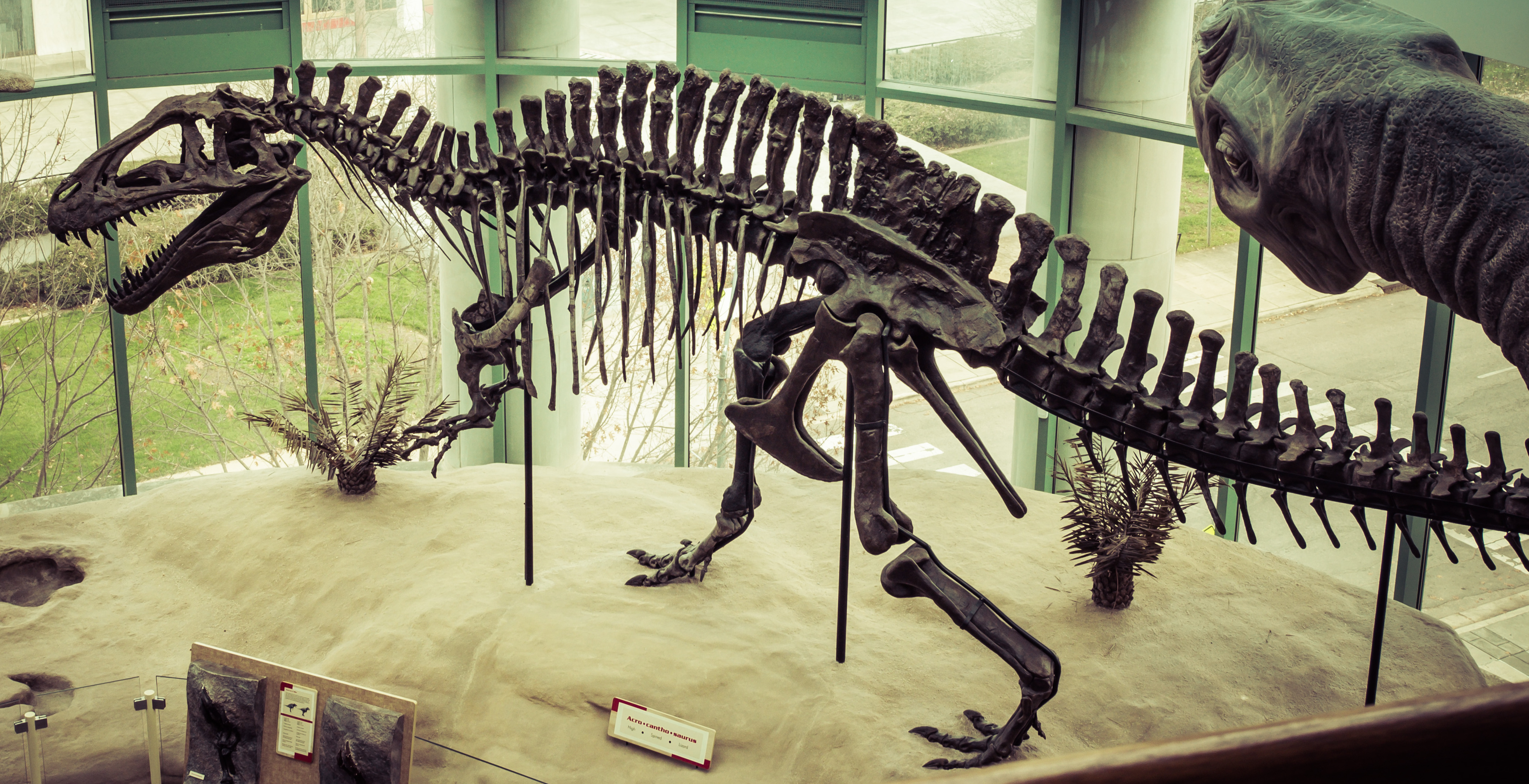
Acrocanthosaurus
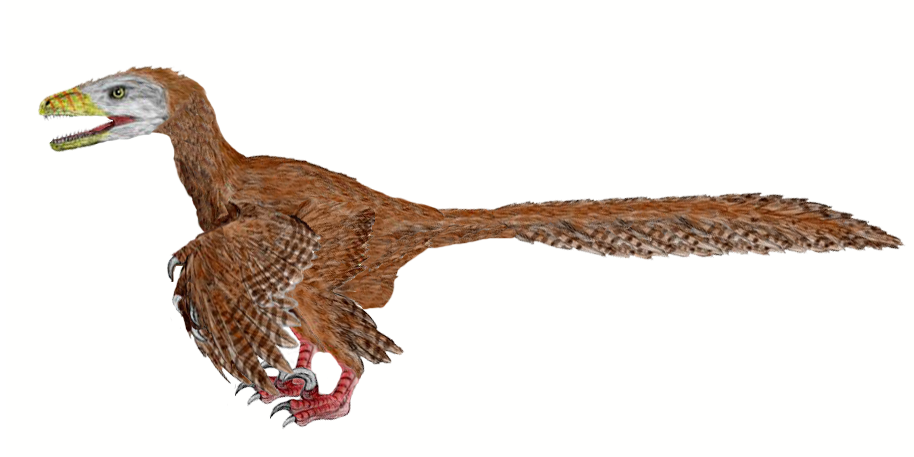
Deinonychus
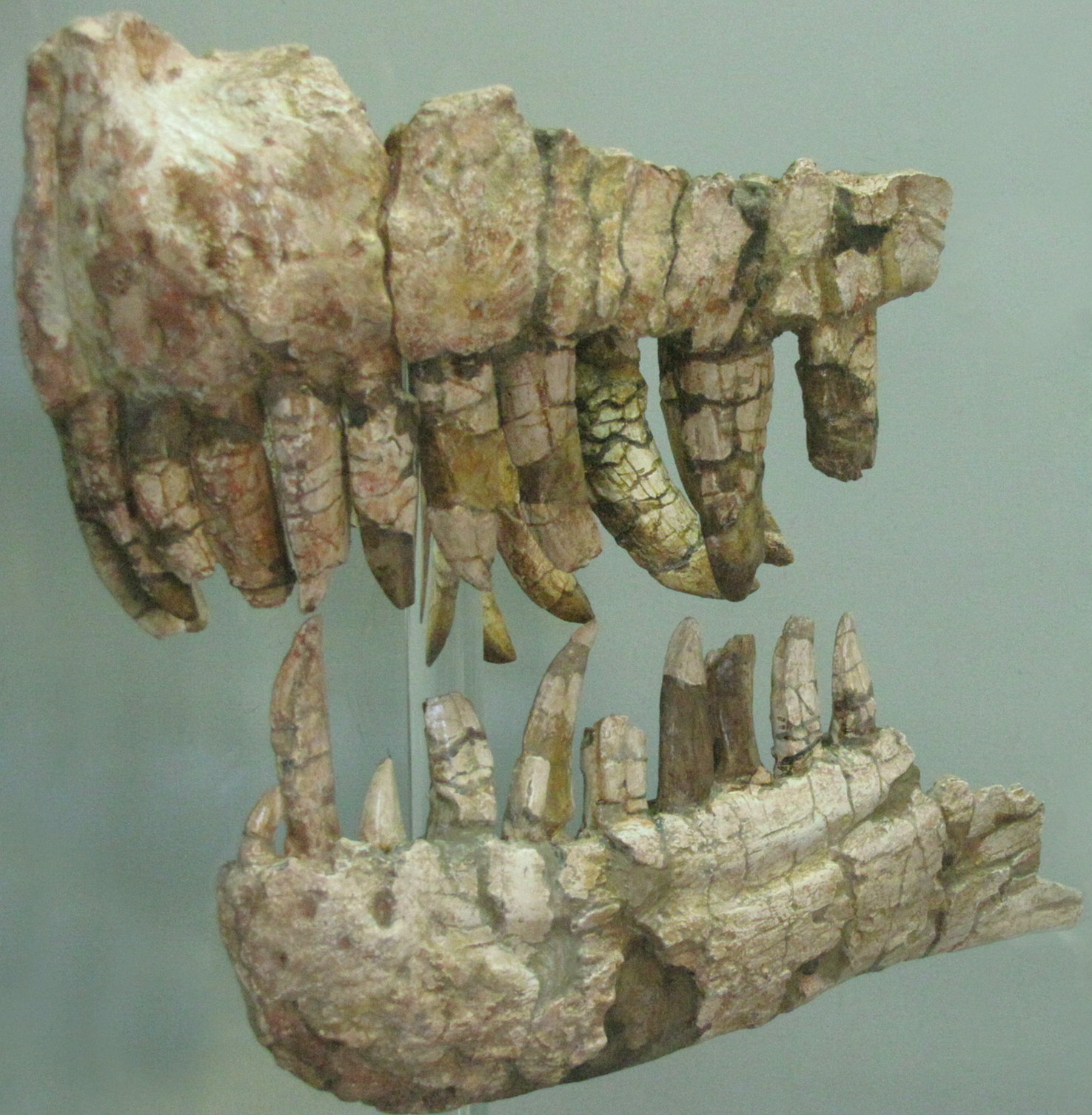
Genyodectes
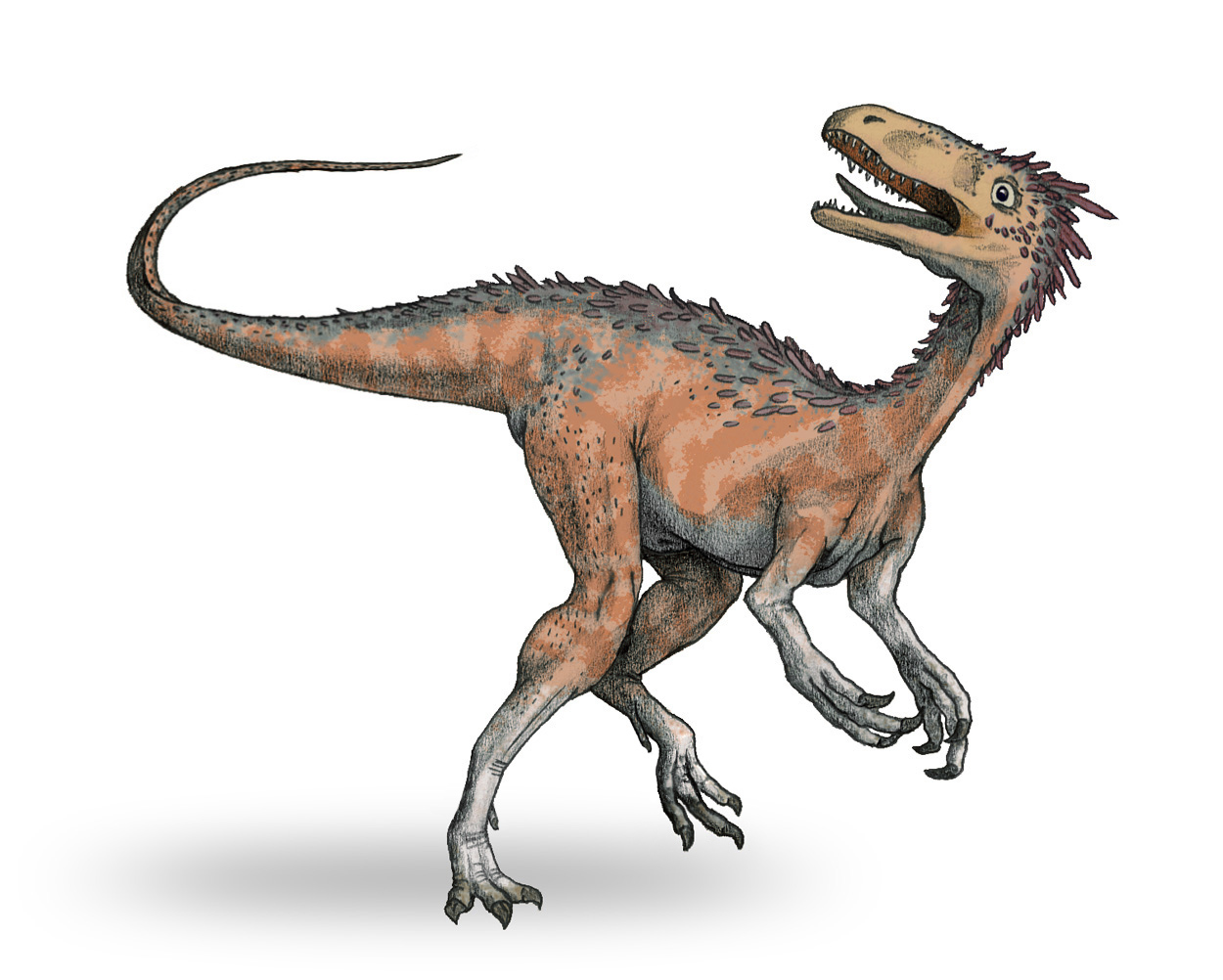
Huaxiagnathus
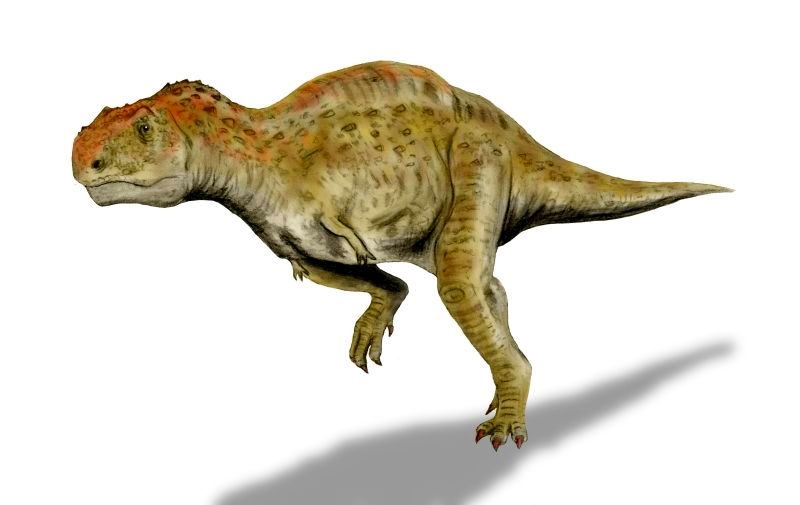
Kryptops
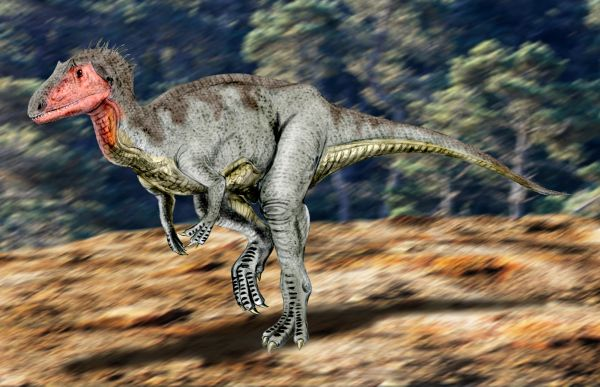
Neovenator
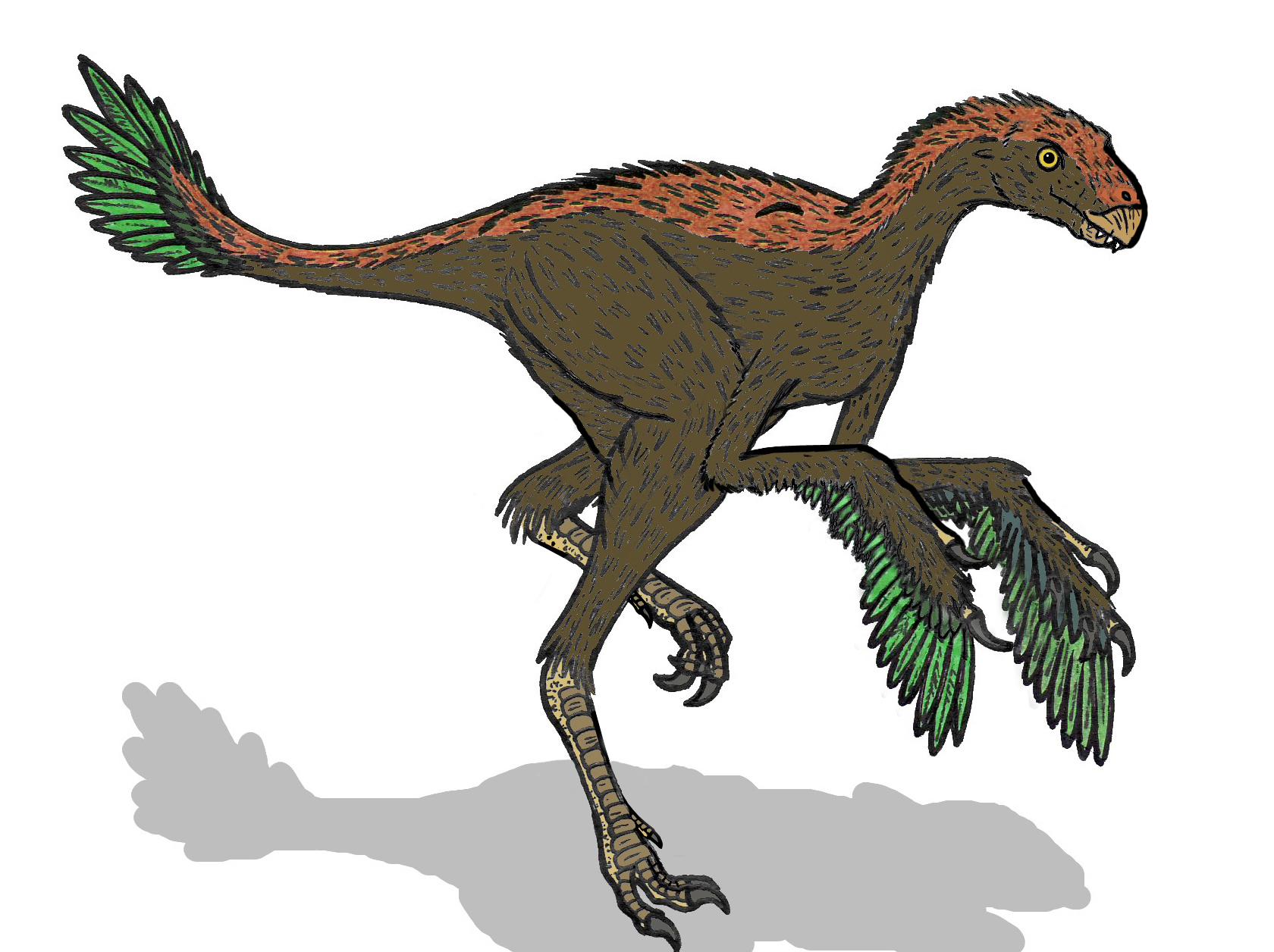
Protarchaeopteryx
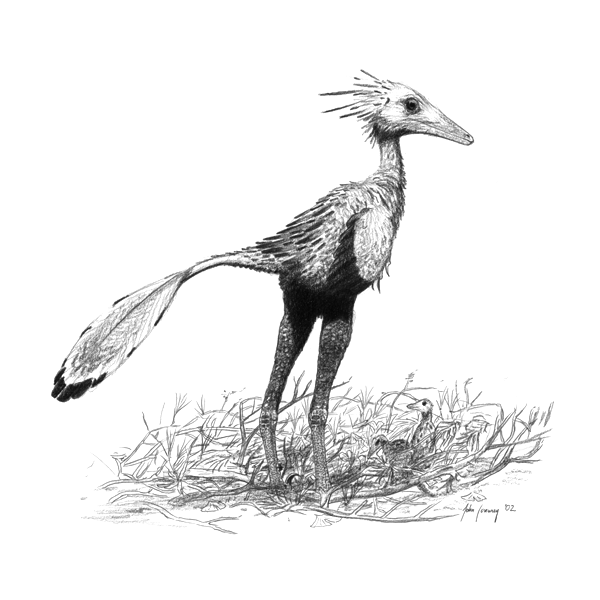
Sinornithoides
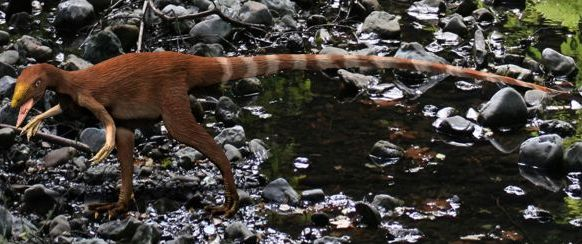
Sinosauropteryx
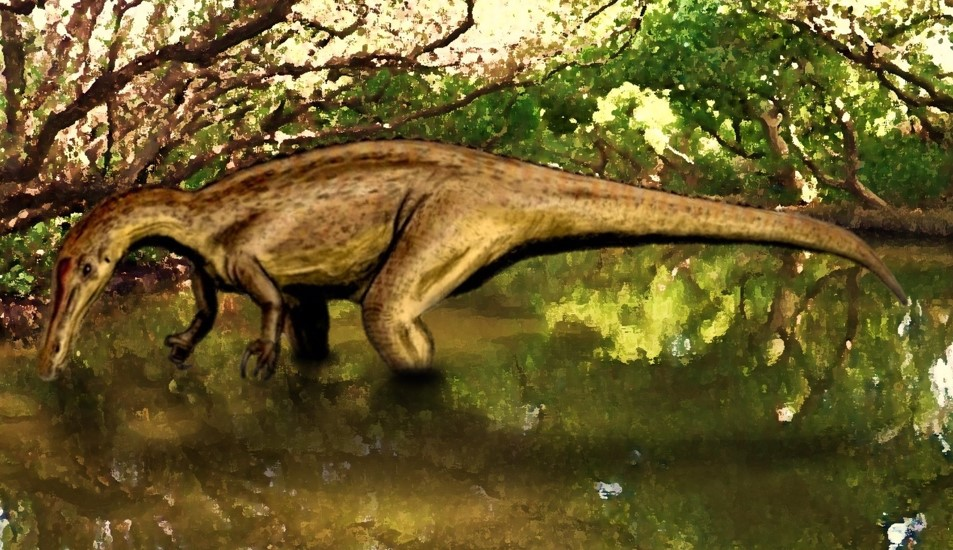
Suchomimus
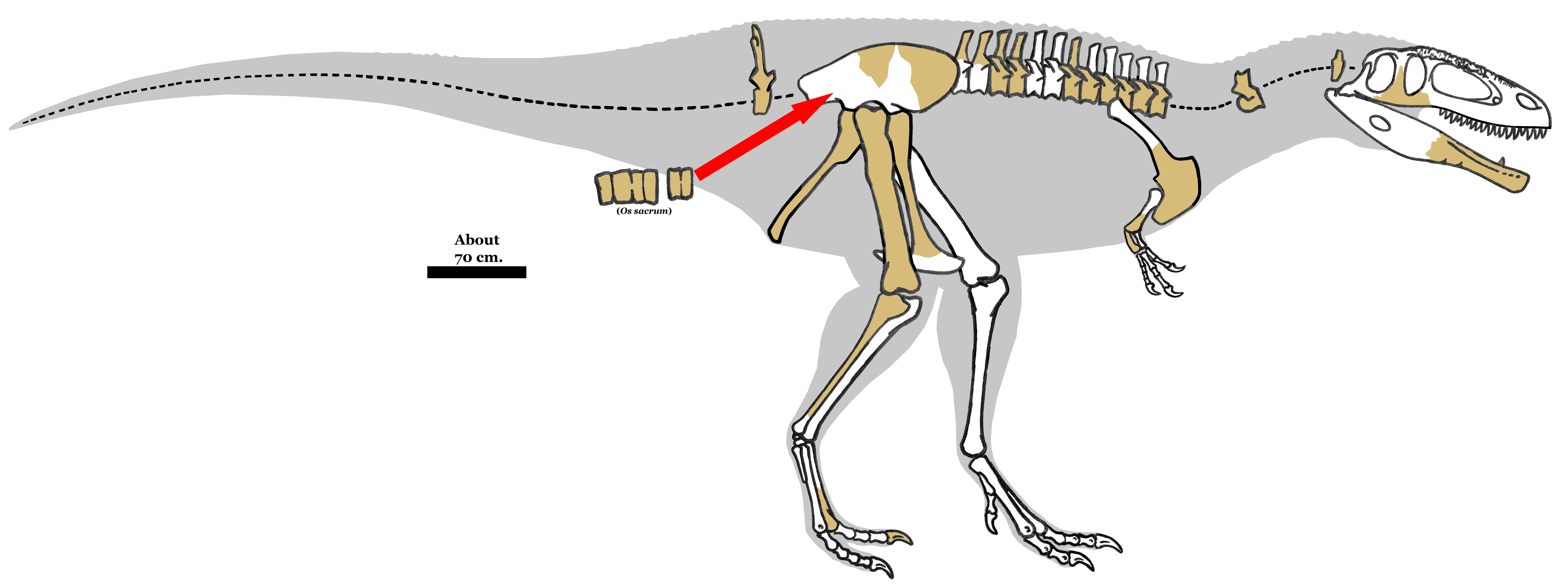
Tyrannotitan
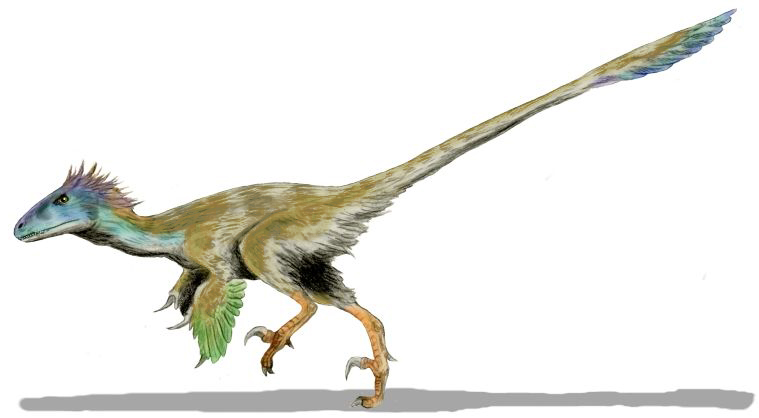
Utahraptor

### Khủng long mặt sừng

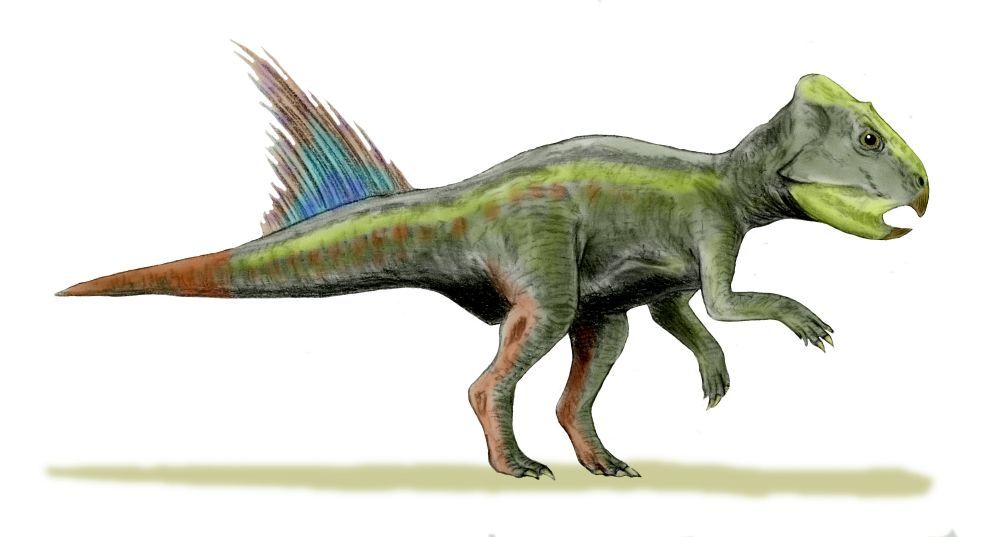
Archaeoceratops
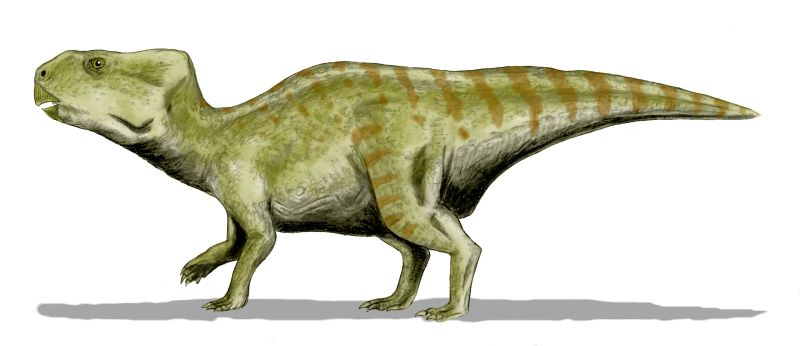
Auroraceratops
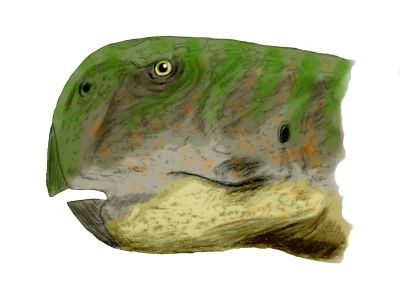
Psittacosaurus meileyingensis
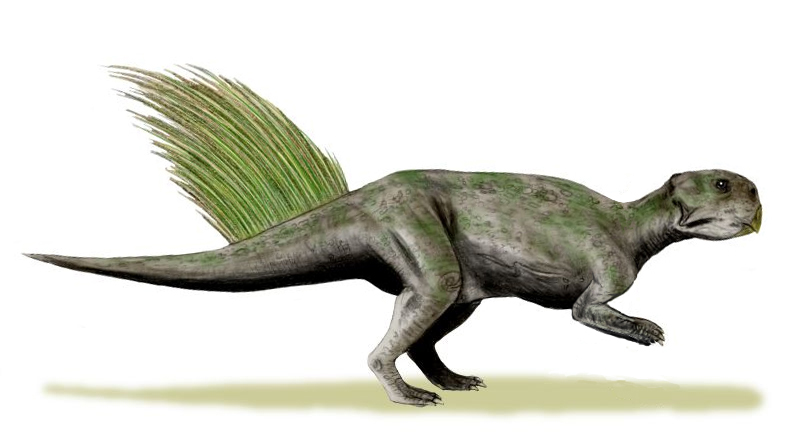
Psittacosaurus mongoliensis

### Khủng long phiến sừng

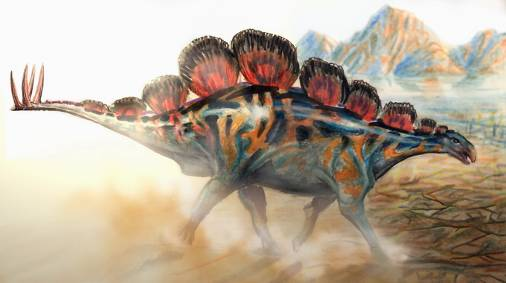
Wuerhosaurus

### Nautilida
- Carinonautilus
- Heminautilus

### Orthocerida
- Zhuralevia

### Phylloceratida
- Euphylloceras

### Sepiida
- Adygeya
- Naefia

### Thằn lằn đầu rắn

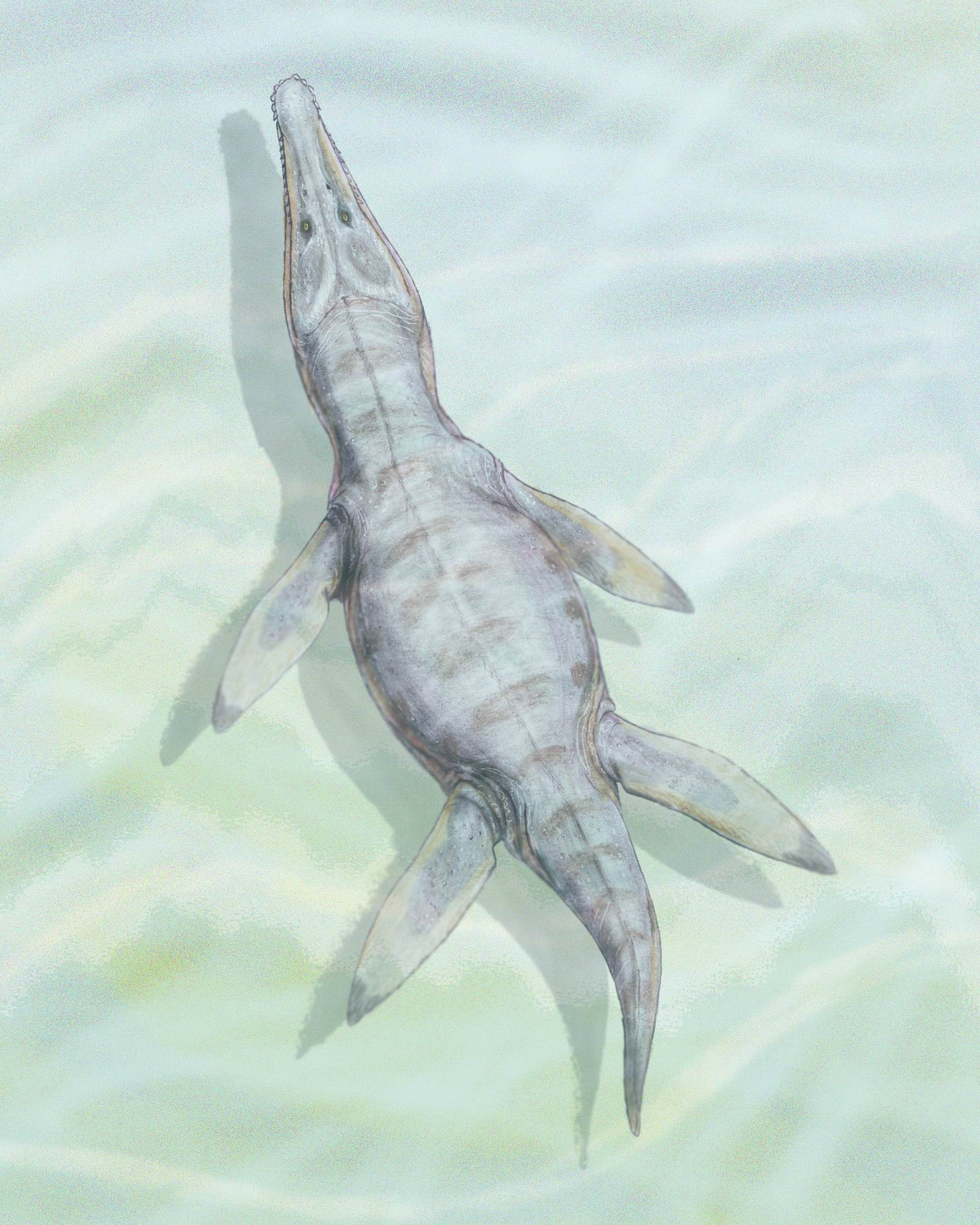
Kronosaurus
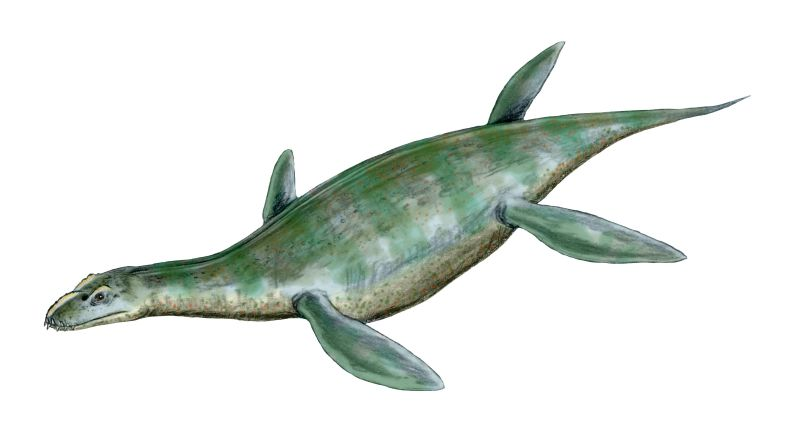
Umoonasaurus

### Thú

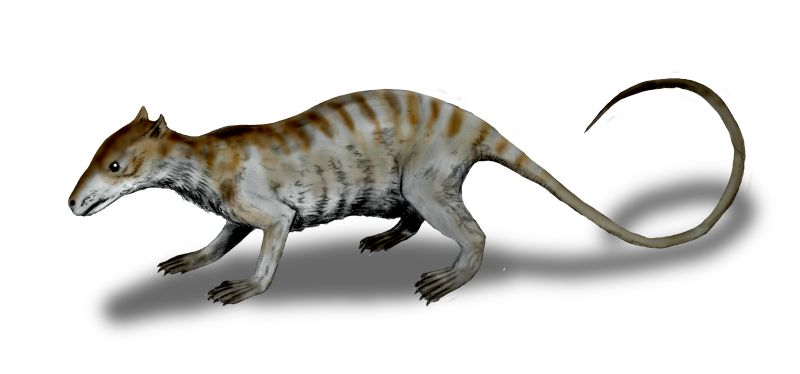
Jeholodens
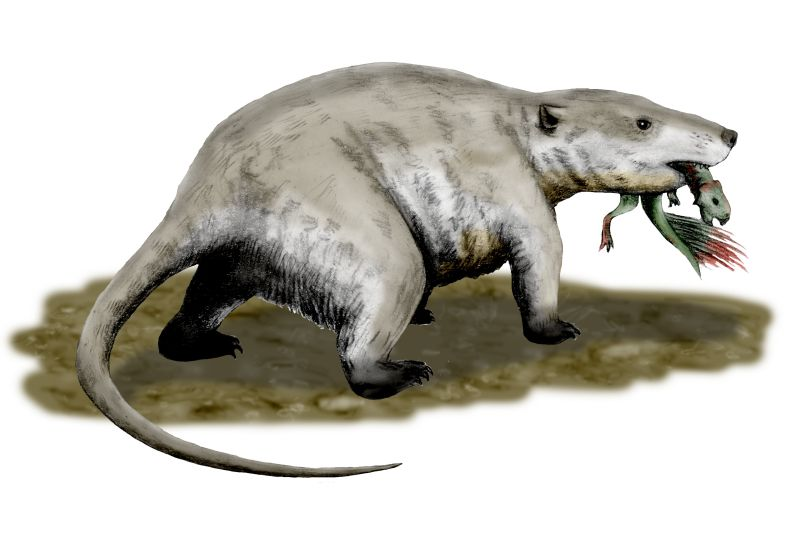
Repenomamus
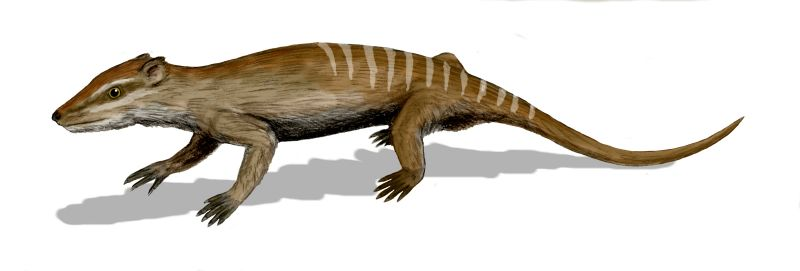
Yanoconodon